# Hendrik Loeff
Hendrik Joseph Maria Loeff (Drunen, 27 september 1895 – Vught, 26 november 1973) was een Nederlands burgemeester, vanaf eind 1945 van de KVP.
Loeff was een telg uit het Nederland's Patriciaatsgeslacht Loeff en een zoon van notaris Josephus Hendrikus Adrianus Loeff (1860-1898) en Anna Maria Josephina Henrica van Dijck (1869-1935). Hij trouwde in 1928 met Lily Victoire Eugénie Bongaerts (1904-1981), telg uit het Nederland's Patriciaatsgeslacht Bongaerts, met wie hij acht kinderen kreeg.

## Loopbaan
Mr H.J.M. Loeff was achtereenvolgens burgemeester van Drunen, Oudheusden en Elshout, Vught en 's-Hertogenbosch. Tevens werd hij in 1924 benoemd tot plaatsvervangend kantonrechter in Waalwijk.
Per 24 juni 1944 werd hij door de Duitse bezetter ontslagen als burgemeester van Vught. Na de bevrijding, in november 1944, werd hij benoemd tot waarnemend burgemeester van 's-Hertogenbosch. In 1945 werd hij in die plaats geïnstalleerd als burgemeester. Dit bleef hij tot aan zijn pensioen in 1960. Zijn beleid wordt vooral gekenmerkt door wederopbouw. Zo werd de binnenstadswijk De Pijp in zijn geheel gesaneerd.  Na zijn ambtsperiode kwam de Bossche bevolking in opstand tegen de rigoreuze sanering. Men koos daarna voor behoud van oude panden.
In die voormalige wijk De Pijp is een plein naar hem genoemd, het Burgemeester Loeffplein.

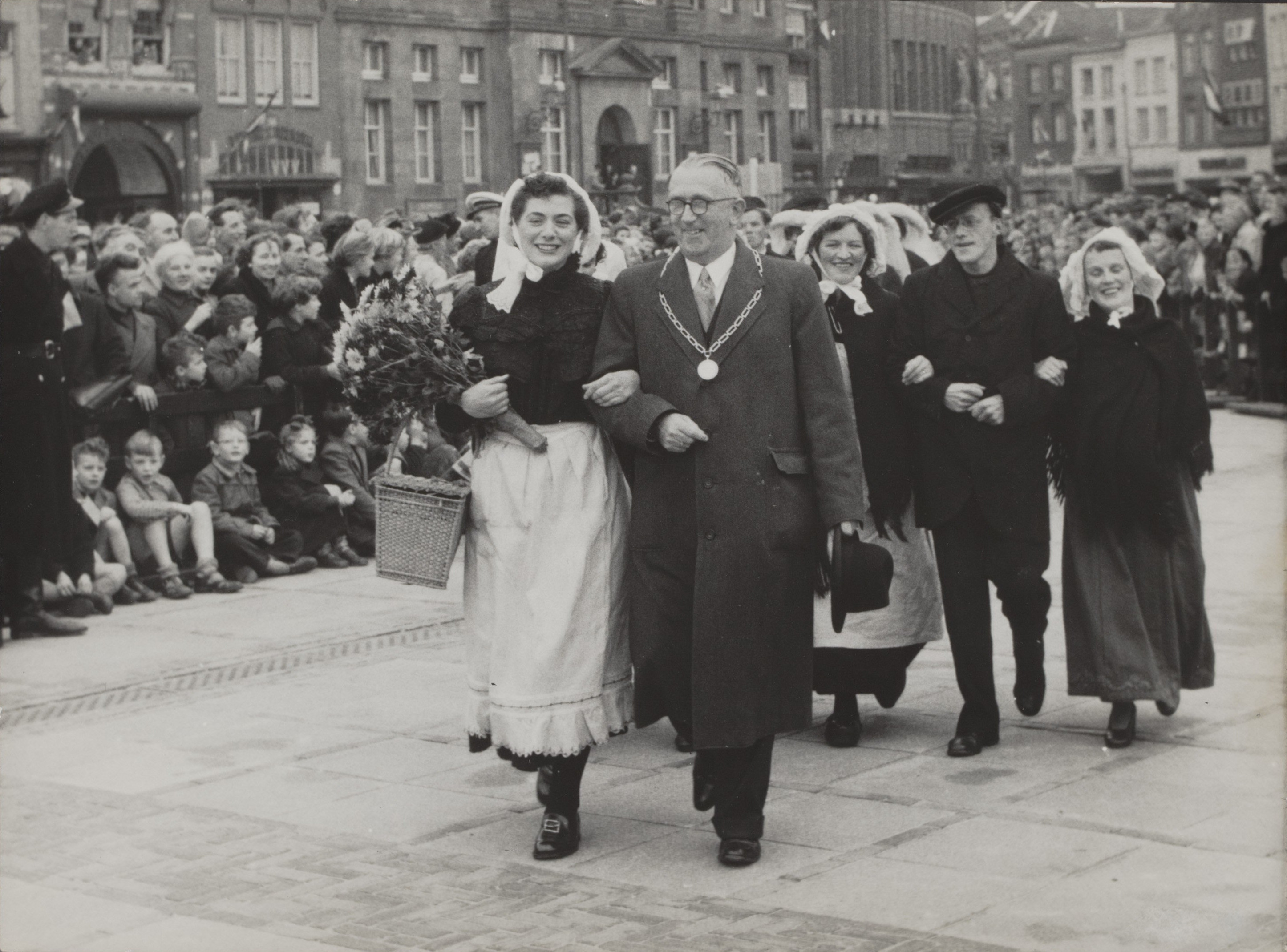